# 胡燏棻
胡燏棻（1840年—1906年），字芸楣，亦作云眉，安徽泗州（今泗县）人，原籍浙江萧山，清末大臣，淮系官僚。

## 生平
同治十三年（1874年）进士，选庶吉士。1877年散馆外放广西灵川县知县，未上任，捐纳为道员，补天津道，入李鸿章幕府，督办粮草。光绪十七年（1891年）出任广西按察使，赐头品服。1894年调中央。同年爆发甲午战争，淮军溃退入关，胡燏棻单骑宣谕，遣散溃兵。甲午戰爭後，清政府決定採納德國人漢納根（Hanneken）的建議，編練新式軍隊。命汉纳根与胡燏棻共同办理编练新军事宜。汉纳根本人建议采用西式武器，加练新军十万，全都用新法训练。這個建議遭李鸿章和胡燏棻反对。光绪二十一年（1895年）一月，胡燏棻开始招募壮丁，在天津马厂编练新军3营，並聘请汉纳根担任教官。光绪二十一年九月初，因马厂营房不敷应用而移驻小站（天津东南70里的新农镇），編制十营，号定武军，最初有歩队三千人，砲队一千人，馬队二百五十人，工程队五百人。小站练兵自此始。光緒二十一年十月，胡燏棻奉调出任津芦铁路督办，由袁世凯接统定武军，袁再加以扩充以成新建陆军，成為日後北洋軍閥的前身。
1897年11月，胡燏棻令山海关北洋铁路官学堂从北洋大学堂迁出，迁至山海关独立办学。
胡燏棻又上书变法，条列十事：开铁路、造钞币、制机器、开矿产、折南漕、减兵额、创邮政、练陆军、整海军、设学堂。当年朝廷定议造津芦铁路，自天津至北京卢沟桥，命燏棻充督办。又任顺天府府尹，疏请展京西支路，卢沟桥至门头沟，便运煤。1897年任关内外铁路督办。1899年任总理各国事务衙门大臣，以谈洋务著称。次年，义和团入京，指为通敌，欲杀之，逃跑而免。后历任刑部、礼部、邮传部侍郎。1906年病逝。予天津建祠。

## 家庭
祖胡寿甡，父胡豫。有子胡同林。

## 延伸阅读
[在维基数据编辑]
 《清史稿·卷442》，出自趙爾巽《清史稿》
 在维基共享资源阅览影像